# Eva Ment

Portret van Jan Pieterszoon Coen, pendant van het portet van Ment

Eva Ment (gedoopt te Amsterdam op 1 januari 1606 — begraven aldaar, 11 mei 1652) was een Hollandse vrouw. Zij heeft vooral bekendheid gekregen als echtgenote van Jan Pieterszoon Coen.

## Biografie
Een geboortedatum van Ment is niet bekend, wel is bekend dat zij op 1 januari 1606 in de Oude Kerk van Amsterdam werd gedoopt. Zij was de jongste dochter van Claes Cornelisz. Ment, bierbrouwer en lakenkoopman, en Sophia Benningh. Het paar had zeker negen kinderen. De werkgever van haar vader en zwager van haar moeder was Pieter Hasselaer, medeoprichter van de VOC en via hem leerde Ment waarschijnlijk Jan Pietersz. Coen kennen. Zij trouwden op 8 april 1625. Het huwelijk werd alleen voor het stadhuis voltrokken, omdat de kerkenraad een huwelijk buiten de kerk niet toe wilde staan. Coen had een huis in de Warmoesstraat en Ment trok bij hem in. Ment was op dat moment 19 en Coen was 38 jaar oud. Het stel liet ook door J. Waben twee portretten schilderen. De schilderijen hangen anno 2020 als pendanten in het Westfries Museum in Hoorn. De twee portretten tonen dat het paar van welgestelde afkomst is met zwaar damast, goudstiksels en Ment houdt een in goud gevatte waaier vast.

### Batavia
Samen met Coen, hun oudste dochter Geertruid, Ments moeder Sophia, broer en zus reisde zij in 1627 naar Batavia. Coen moest hier zijn tweede ambtsperiode vervullen. Na een reis van zeven maanden kwam het gezelschap in Batavia aan, korte tijd later overleden haar broer en moeder. Dochter Geertruid overleed het jaar er na. In 1629 werd de stad aangevallen en alle vrouwen en kinderen kregen de gelegenheid de stad per schip te verlaten. Ment koos er voor om bij haar man te blijven en beviel op 16 september van haar tweede dochter, Johanna. Vijf dagen later overleed Coen aan dysenterie. Hij werd begraven in het stadhuis, omdat de kerk het jaar ervoor was afgebrand.
Tijdens haar verblijf in Batavia was Ment verantwoordelijk voor de (half-)Europese meisjes die zonder ouders waren, omdat deze waren overleden of terug naar Europa waren vertrokken. De meisjes werden als 'staatsdochters' opgevoed en opgenomen in de huishouding van Ment. Bij de twaalfjarige Saartje Specx zorgde dit nog voor problemen. Al heeft de reputatie van Ment hier niet onder geleden, zij bleef een gerespecteerde en beminde vrouw. Jacques Specx, de vader van Saartje en opvolger van Coen, verzocht Ment om na het overlijden van haar man nog een jaar te blijven.

### Terug in Holland
Ment keerde met een retourvloot in december 1629 terug naar Holland. Specx heeft nog wel een afscheidsdiner aan Ment aangeboden. De volgende ochtend begeleidde hij haar naar het schip Hollandia. Tijdens de terugreis overleed Johanna. Met dezelfde vloot kwam ook de uit Middelburg afkomstige Marinus Louwissen van Bergen terug naar Holland. Ment trad in 1632 met Van Bergen in het huwelijk. Van Bergen was, net als Coen, werkzaam voor de VOC. Het paar trouwde in Amsterdam en ging daar ook wonen. Van Bergen verzocht, tevergeefs, op 29 september 1632 aan de Heren XVII om het achterstallige tractement van Coen uit te betalen aan diens weduwe. Het gezin, Ment kreeg met haar tweede man zeker vijf kinderen, bleef in Amsterdam wonen. In ieder geval een zoon, Michiel Louis, bereikte de volwassen leeftijd. Ment werd ook weduwe van Van Bergen. Na zijn overlijden in 1645 trouwde zij met Isaac Buys. Buys was advocaat en had een huis aan het Singel.
Ment kreeg met Coen twee dochters die beide jong stierven, met Van Bergen vier zoons en een dochter, ten minste een van die zoons (Michiel Louis) is volwassen geworden.
Begin mei 1652 is Ment overleden. Op 11 mei werd ze in de Westerkerk van Amsterdam begraven. Zes jaar later voerde Buys een proces voor het Hof van Holland over de nalatenschap van Coen. Michiel Louis was toen nog in leven en noemde zich Van der Grijp.